# NGC 951
NGC 951 este o low-surface-brightness galaxy⁠(d) situată în constelația Balena. A fost descoperită în 1886 de către Francis Leavenworth.